# Kostel svatého Lukáše (Svárov)
Kostel sv. Lukáše ve Svárově v okrese Kladno je jednolodní stavba s věží v průčelí. V části kostela a věže je zachováno původní románské zdivo. Kostel je národní kulturní památkou.

## Historie
Svárovská farnost je prvně písemně doložena v roce 1352, předpokládá se však, že kostel stál v obci dříve, možná už v polovině 13. století. Do konce 14. století existuje o farnosti dostatek informací, ale s nástupem husitství zmínky o farnosti končí. Kostel byl pravděpodobně během husitských válek poškozen a následně opraven. Další informace o kostele pocházejí až z počátku 17. století, kdy Svárov patřil kladenské větvi rodu Žďárských ze Žďáru. 1625 nechal Florián Jetřich Žďárský ke kostelu přistavit jižní půlkruhovou kapli a oltář zasvěcený sv. Rochovi a sv. Šebestiánu, patronům proti moru. Předtím nechal zvětšit presbyterium do dnešních rozměrů a pod presbyteriem byla zřízena hrobka Žďárských. Ale ještě za třicetileté války, roku 1631, byl kostel značně poškozen. Až v roce 1662 bylo přikročeno k opravě kostela. Další přestavby se kostel dočkal roku 1717, kdy Svárov patřil rodu Sasko-Lauenburskému. V roce 1734 nechala Anna Marie Františka Toskánská postavit novou budovu fary, původní fara zanikla za třicetileté války.
Od 1. října 1950 byl Svárov neobsazenu farností, poslední farář Dr. Brabec byl uvězněn a farnost administrovali faráři z Unhoště. V roce 2009 je farnost Svárov zrušena a je sloučena s farností Unhošť.
V roce 1990 byl kostel vykraden, a proto bylo veškeré zbylé hodnotné vybavení interiéru uloženo v depozitáři Arcibiskupství pražského. 24. ledna 2000 došlo k požáru vzniklému od hořící svíce, kdy shořel hlavní oltář. Po roce 2010 se díky iniciativám místních občanů (např. Spolek svárovského zvonu, Nadace sv. Martina) a obecního úřadu začala novodobá etapa oprav kostela a areálu hřbitova. V roce 2013 byl na základě obecní sbírky odlit, vysvěcen a rozezněn nový zvon sv. Lukáš v kostelní věži. Průběžně probíhaly opravy střechy, na střechu byl instalován pozlacený kříž a zrenovována věžička. V roce 2017 byly pořízeny vitráže do oken v kapli sv. Jana Nepomuckého, autorem návrhu je prof. Milan Knížák. Realizaci provedlo Umělecké sklenářství Jiřička – Coufal z Prahy. Vitráže představují sv. Rocha a sv. Šebestiána, kterým byla kaple původně zasvěcena. Do čtyř oken v presbyteriu přijdou vitráže představující čtyři evangelisty, autorem návrhu je doc. Milan Peric, provedení opět Umělecké sklenářství Jiřička – Coufal. Vitráže evangelisty Lukáše a evangelisty Marka byly již instalovány ke konci roku 2017, zbylé dvě vitráže byly instalovány  později. V kostele probíhají nepravidelně mše, koncerty, výstavy. V kostele instalováno několik novodobých obrazů od doc. Milana Periče.

## Exteriér
Kostel je jednolodní, s pětibokým presbytářem, čtvercovou sakristií a obdélnou předsíní po severní straně lodi. Sakristie a předsíň mají fasádu vyvrcholenou společným trojúhelníkovým štítem. Na západní straně lodi je hranolová věž, ve které byly původně 3 zvony. Do roku 2013 se zachoval jen umíráček o hmotnosti 35 kg z r 1690, v roce 2013 byl instalován nový zvon o hmotnosti 120 kg. Na jižní straně je kaple sv. Jana Nepomuckého. Kolem kostela je dnes již nepoužívaný hřbitov s pozůstatkem několika hodnotných náhrobků. V areálu hřbitova byla také barokní kostnice a márnice, vzhledem ke špatnému stavu zbořena ve druhé polovině 20. století. Celý areál je obehnán zdí se vstupní barokní branou, zdobenou na jižní straně slunečními hodinami.

## Interiér
Interiér kostela se skládá z presbyteria, hlavní lodi, kruchty s varhanami a kaple sv. Jana Nepomuckého. V presbytáři býval barokní oltář z let 1744–45, původně zasvěcený svatému Janu Nepomuckému, přenesený sem v roce 1789 z augustiniánského klášterního kostela sv. Václava v Praze Na Zderaze poté, co byl klášter v důsledku reforem císaře Josefa II zrušen. Do oltáře byl rok poté pořízen nový obraz od Fr. Kunze, znázorňující sv. Lukáše, jak maluje Pannu Marii s Ježíškem. V nástavci oltáře byl obraz Nejsvětější Trojice, po stranách pak sochy Sv. Otýlie a sv. Kláry. Oltář v roce 2000 shořel a dnes je v presbyteriu kopie původního obrazu a původní oltářní mensa s reliéfem svržení sv. Jana Nepomuckého z Karlova mostu. Do stěn presbytáře byly v roce 1855 zasazeny náhrobky, které původně kryly vstup do hrobky Žďárských. V hlavní lodi se z poloviny 18. století zachovala rokoková kazatelna a barokní dřevěná křtitelnice.
Boční kaple z roku 1625 byla původně zasvěcena sv. Šebestiánovi a sv. Rochovi, patronům proti moru. V r. 1740 bylo zasvěcení změněno ve prospěch barokního světce sv. Jana Nepomuckého. Původní oltářní obraz byl přemístěn na boční stěnu kaple a do oltáře byl vsazen nový obraz, autora je neznámý. Oltář byl doplněn sochami sv. Prokopa a sv. Matěje, na římse pak sochami sv. Víta a sv. Vojtěcha. Z uvedeného je v kapli oltář bez obrazů, soch a relikviářů. Na východní stěně kaple je malba na dřevě Panny Marie Ochranitelky, instalovaná v polovině 18. století.
V kostele není a nebyla křížová cesta.